# 江瓊
江瓊（?—?），字孟琚，晉朝陳留人。
官至馮翊（今陝西關中一帶）太守，永嘉之亂時，棄官逃奔，投靠張軌。善詁訓學。
晉初，約在二六五年頃與從父統，俱受學於衞覬，古篆之法埤蒼、方言、説文之義，當時並收善譽。《北史江式傳》、《江式論書表》